# Forever and a Day
Forever and a Day е музикално биографичен филм включващ германската рок група „Скорпиънс“. Снимките се състоят по време на световното концертно турне на групата Get Your Sting and Blackout World Tour (2010 г. –2014 г.) с допълнителни сцени преди и след концертите, включително кадри от пътуванията и изявите им на няколко континента, както и интервюта с бивши членове на групата и неизлъчвани кадри от историята на „Скорпиънс“. Премиерата на филма е на 7 февруари 2015 година в Берлин, като с него музикантите дават началото на празнуването на 50-а годишнина от основаването на „Скорпиънс“ от Рудолф Шенкер в Хановер през 1965 г. Forever and a Day излиза по кината на 26 март 2015 г.
На 14 август 2015 г. „Сони Мюзик Ентъртейнмънт“ издават филмa на DVD и Blu-ray диск, а така дебютира той под №1 на 30 август 2015 г. в националната класация на Швейцария и остава в Топ 10 четири седмици, като последната му заета позиция, е №8 на 20 септември същата година. В някои от изданията, освен филма, е включен и пълният концерт на групата от 17 декември 2012 г. в Мюнхен, Германия.

## В ролите
| - Клаус Майне - Рудолф Шенкер - Матиас Ябс - Павел Мончивода - Джеймс Котак | - Петер Аменд - Франсис Буххолц - Ник Карис - Дитер Диркс - Дон Докен | - Волфганг Дзиони - Михаил Горбачов - Готфрид Хелнвайн - Ралф Рикерман - Ули Джон Рот | - Док Макгий - Михаел Шенкер - Владимир Кличко - и др. |

## Музиканти

### „Скорпиънс“
- Клаус Майне – вокали
- Рудолф Шенкер – китари
- Матиас Ябс – китари
- Джеймс Котак – барабани
- Павел Мончивода – бас